# قطعنامه ۱۳۵۰ شورای امنیت
قطعنامه ۱۳۵۰ شورای امنیت سازمان ملل متحد که در تاریخ ۲۷ آوریل ۲۰۰۱ تصویب شد، سندی بین‌المللی دربارهٔ دادگاه جنایی بین‌المللی برای یوگسلاوی سابق است. این قطعنامه طی نشست ۴۳۱۶ام با ۱۵ رای موافق، ۰ مخالف و ۰ ممتنع تصویب شد.